# قاروه
قاروه، أصغر الجزر الكويتية الجنوبية وأكثرها توغلا داخل البحر حيث تبعد عن ساحل الزور 37,5 كم، كما تبعد عن جزيرة كبر 33 كم و789 مترا، وتبعد عن جزيرة أم المرادم بمسافة 16 كم و90 مترا وتبعد عن جزيرة عوهة، وعن رأس مشعاب في المملكة العربية السعودية 40 ميلا بحريا. ويبلغ طولها 275 مترا وعرضها في بعض الأماكن لا يتجاوز 175 مترا.

## طبيعتها
والجزيرة رملية تحيط بها من جميع الجهات مياه زرقاء قليلة العمق نسبيا، والجزيرة لا ترى من مسافات بعيدة نظرا لانخفاضها.

## التسمية
سميت بهذا الاسم نسبة لوجود رواسب نفطية هي القار الذي يخرج من أجزاء من سواحلها وصخورها وتجرفه الأمواج إلى سواحل الكويت.

## الحياة الفطرية
تسكن الجزيرة أسراب كثيرة من الطيور البحرية المتنوعة، والتي تضع بيضها بين الحشائش على أرضها، وتقصدها أيضا بعض الطيور البرية في الربيع، وينبت على أرضها العشب بعد تساقط الأمطار، كما توجد بعض النباتات الحولية فيها، وتتناثر فيها بعض الشجيرات التي تقاوم الملوحة وجفافها، كما يوجد في أراضيها بعض الزواحف والسحالي وبعض الحشرات البيئية، وتحتوي شواطئ الجزيرة على الأصداف البحرية التي تحتوي على حيوانات بحرية ذات أجسام رخوة.

## دورها قديما
كانت سفن الغوص القديمة تقصدها قديما حيث يوجد بها مغاصات على اللؤلؤ، وفي عهد الشيخ أحمد الجابر الصباح تم اكتشاف مكان بالقرب منها مملوء بالمحار، فازدحمت الجزيرة بالسفن.

## الغزو العراقي
وهي أول الأراضي الكويتية المحررة بعد حرب الخليج الثانية، حيث حررت في يوم 25 يناير 1991، وقد استمرت معركة تحرير الجزيرة لمدة خمسة ساعات حيث اشتبكت قوات التحالف مع القوات العراقية، وتم بعدها الاستيلاء على الجزيرة وقد قتل ثلاث جنود عراقيين وأسر خمسين منهم، وخلال الاشتباك تم إغراق كاسحتين ألغام عراقيتين، وتم انتشال طواقمهما بعد غرقهم في البحر.

## الأخطار التي تواجهها
وفي 26 سبتمبر 2007 نشر تقرير بأن جزيرة قاروه من الممكن أن تغرق بسبب التلوث، حيث تحيط بالجزيرة أحزمة من المرجان، ولكن هذه الأحزمة بدأت بالتحطم بسبب رسو القوارب بجانبها مما يسبب بوصول الأمواج القوية إلى الجزيرة التي لا ترتفع عن الأرض بشكل كبير، وقد بدأت ملاحظة الظاهرة في عام 1997 ، وقال مدير دائرة العلوم البيئية في معهد الأبحاث العلمي الدكتور الغضبان أن هناك سببين قد يؤديان إلى اختفاء الجزيرة الأول هو أختفاء الشعاب المرجانية والثاني هو ارتفاع منسوب مياه البحر.
و أدى تغير اتجاه الأمواج أثناء فصول السنة إلى تصغير حجم الجزيرة بشكل سريع جدا إلى تم وضع رصيف بحري يحد الأمواج وينقذ الجزيرة من صغر رقعتها البرية وإضافة مرابط بحرية عديدة حول الجزيرة لرسو القوارب حماية للشعاب المرجانية المحيطة بالجزيرة.
وتم اعلان الجزيرة محمية طبيعية في عام 2008 ولم يتم تطبيق أنظمة حماية الحياة الفطرية على ارضها إلى الآن.